# Petr Janeček (etnolog)
Petr Janeček (* 17. října 1978) je český etnolog, folklorista, kulturní antropolog, vysokoškolský pedagog a spisovatel. 

## Život
Vysokoškolské studium absolvoval v letech 1998–2004 (Bc., Mgr., PhDr.) na Filozofické fakultě Univerzity Karlovy a Fakultě humanitních studií Univerzity Karlovy. V letech 2008–2013 vedl Etnografické oddělení Historického muzea Národního muzea, spravující Národopisné muzeum v Letohrádku Kinských v Praze.[zdroj?] Od roku 2012 je akademickým pracovníkem na Filozofické fakultě Univerzity Karlovy, kde od roku 2019 působí jako docent v oboru Etnologie a kulturní antropologie.[zdroj?] Externě přednáší na Ústavu evropské etnologie Filozofické fakulty Masarykovy univerzity v Brně a Filozofické fakultě fakultě Slezské univerzity v Katowicich v Polsku; v minulosti externě prednasel i na nekolika dalsich univerzitách v ČR a SR.[zdroj?]
Provádí srovnávací výzkum současného a moderního slovesného (hlavně narativního) folkloru, především tzv. městských legend (současných pověstí), fám, konspiračních teorií, anekdot a vtipů, memů a dětských her s důrazem na české země v širším geografickém kontextu.[zdroj?] Dále se zabývá teorií, metodologií a historií evropské etnologie a komparativní, slovesné a prozaické folkloristiky, etnologickými přístupy k problematice materiální kultury a teoretickými aspekty nemateriálního kulturního dědictví. Prováděl terénní a archivní etnologické výzkumy v České republice, Rakousku, Polsku a Slovinsku (především současný prozaický folklor) a USA (slovesný folklor texaských Čechů v historickém kontextu).[zdroj?]
Je členem oborových mezinárodních vědeckých společností jako je International Society for Ethnology and Folklore (SIEF), International Society for Folk Narrative Research (ISFNR), The Foklore Society, a International Society for Contemporary Legend Research (ISCLR) stejně jako národní České národopisné společnosti (ČNS) a redakčních rad několika odborných časopisů a edic v USA, Kanadě, Polsku, Rusku a ČR. Působí též v řadě oborových vědeckých rad a odborných komisí, např. Vědecké rady FHS UK a Vědecké rady Národního muzea.  

## Dílo
O prozaickém folkloru a příbuzných tématech pravidelně publikuje v odborné, populárně naučné i populární formě; témata blízká jeho výzkumnému zaměření pravidelně prezentuje v médiích, podcastech a častých popularizačních přednáškách pro veřejnost v prostorách jako jsou knihovny, muzea, galerie, kulturní a vzdělávací instituce a školy všech stupňů. Obcas vystupuje jako odborný poradce ohledně fam, hoaxu, dezinformací a slovesneho folkloru obecně  pro nejrůznější instituce - od audiovizí až po státní a soukromé instituce. 
Je autorem čtyřdílné série populárně vědeckých knih o českých současných pověstech a fámách Černá sanitka (2006; 2007; 2008; 2020), které se dočkaly televizního (patnáctidílný seriál České televize, 2008, kterým provází Roman Zach), rozhlasového (audio zpracování v podobě rozhlasových pořadů a podcastů a CD Českého rozhlasu, 2008, 2019, knihu načetli Kamil Halbich, Lukáš Hlavica, Miroslav Táborský a Alfréd Strejček.) a dvojice divadelních zpracování (HaDivadlo Brno 2007 – Marián Amsler a Luboš Balák; a Činoherní studio v Ústí nad Labem 2021 – Adam Ernest).
Dále je autorem sbírky současných českých duchařských příběhů Krvavá Máry a jiné strašlivé historky (2015) a obsáhlé odborné monografie o městském fantomovi zvaném Pérák, jedné z nejvýznamnějších českých mytických postav s názvem Mýtus o Pérákovi. Městská legenda mezi folklorem a populární kulturou (2017). Aktualizovaná a rozšířená verze této knihy vyšla v USA pod názvem Spring Man. A Belief Legend between Folklore and Popular Culture (2022). V zahraničí dále přispěl do anglickojazyčných kolektivních odborných monografií věnovaných např. nemateriálnímu kulturnímu dědictví (2017), pověstech o lykantropech (2022), fenoménu Bloody Mary v kontinentální Evropě (2025) či přehledu folkloru a folkloristických studií ve střední Evropě (2025).
Odborné studie publikoval např. ve vědeckých časopisech Fabula: Journal of Folktale Studies (2020), Estudis de Literatura Oral Popular. Studies in Oral Folk Literature (2022), Diogène. Revue internationale des sciences humaines (2015; 2020), Zeszyty Komiksowe (2020), Acta Ethnologica Danubiana (2022), Ethnologia Slovaca et Slavica (2020), Slovenský národopis (2014, 2009), Český lid: Etnologický časopis (2006; 2007), Národopisná revue (2021, 2019, 2015 atd.,), Studia ethnologica pragensia (2022, 2017, 2007) a Dingir (2023).

## Publikace
- Černá sanitka a jiné děsivé příběhy. Současné pověsti a fámy v České republice. Praha: Plot, 2006.
- Černá sanitka: Druhá žen. Pérák, ukradená ledvina a jiné pověsti. Praha: Plot, 2007.
- Černá sanitka: Třikrát a dost. Mytologie pro 21. století. Praha: Plot, 2008.
- Folklor atomového věku. Kolektivně sdílené prvky expresivní kultury soudobé české společnosti. Praha: Národní muzeum - FHS UK, 2011 (editovaní a úvodní a závěrečné kapitoly kolektivní monografie).
- Úvod do etnologického výzkumu. Brno: Masarykova univerzita, 2014 (kapitola Etnografický výzkum).
- Krvavá Máry a jiné strašlivé příběhy. Praha: Plot, 2015.
- Etnologie v zúženém prostoru. Praha: Etnologický ústav AV ČR, 2016 (kapitola o českých folkloristických bádáních v letech 1945-1989.
- Mýtus o Pérákovi. Městská legenda mezi folklorem a populární kulturou. Praha: Argo, 2017.
- The Routledge Companion to Intangible Cultural Heritage. London - New York: Routledge, 2017 (kapitola o nemateriálním kulturním dědictví v ČR).
- Česká populární kultura. Transfery, transponování a další tranzitní procesy. Praha: Univerzita Karlova, 2017 (kapitola o popkulturní dimenzi postavy Péráka).
- Czech Cinema Revisited: Politics, Aesthetics, Genres and Techniques. Praha: National Film Archive, 2017 (kapitola o filmu Jiřího Trnky Špalíček).
- Černá sanitka: Znovu v akci. Hoaxy, fámy, konspirace. Praha: Plot, 2020.
- Dějiny české literatury v Protektorátu Čechy a Morava. Praha: Academia, 2022 (kapitola Zjinotajnění každodennosti o dobových anekdotách, fámách a pověstech).
- Werewolf Legends. London - New York: Routledge, 2022 (kapitola o českých a částečně i slovenských a polských pověstech o vlkodlacích).
- Spring Man. A Belief Legend between Folklore and Popular Culture. Lanham: Lexington Books, 2022.
- Bloody Mary. A Contemporary Legend Casebook. Logan: Utah State University Press, 2025 (kapitola o tomto fenoménu v kontinentální Evropě).
- The World of Tradition. A Global Perspective on Folklore and Ethnology. New York: Open Books, 2025 (kapitola o střední Evropě).
- Homo narrans. Folklorní jevy mezi folkloristikou a literární vědou. Praha: UCL AV ČR, 2025 (editování a kapitola o vývoji konceptu prozaické folkloristiky$).